# Cantonul Auxi-le-Château
Cantonul Auxi-le-Château este un canton din arondismentul Arras, departamentul Pas-de-Calais, regiunea Nord-Pas-de-Calais, Franța.

## Comune
| Comune             | Populație (1999) | Cod poștal | Cod INSEE |
| ------------------ | ---------------- | ---------- | --------- |
| Aubrometz          | 133              | 62390      | 62047     |
| Auxi-le-Château    | 3.065            | 62390      | 62060     |
| Boffles            | 34               | 62390      | 62143     |
| Bonnières          | 607              | 62270      | 62154     |
| Boubers-sur-Canche | 606              | 62270      | 62158     |
| Bouret-sur-Canche  | 207              | 62270      | 62163     |
| Buire-au-Bois      | 210              | 62390      | 62182     |
| Canteleux          | 17               | 62270      | 62210     |
| Conchy-sur-Canche  | 197              | 62270      | 62234     |
| Fontaine-l'Étalon  | 112              | 62390      | 62345     |
| Fortel-en-Artois   | 155              | 62270      | 62346     |
| Frévent            | 3.952            | 62270      | 62361     |
| Gennes-Ivergny     | 141              | 62390      | 62370     |
| Haravesnes         | 36               | 62390      | 62411     |
| Ligny-sur-Canche   | 205              | 62270      | 62513     |
| Monchel-sur-Canche | 71               | 62270      | 62577     |
| Nœux-lès-Auxi      | 204              | 62390      | 62616     |
| Le Ponchel         | 213              | 62390      | 62665     |
| Quœux-Haut-Maînil  | 262              | 62390      | 62683     |
| Rougefay           | 115              | 62390      | 62722     |
| Tollent            | 77               | 62390      | 62822     |
| Vacquerie-le-Boucq | 95               | 62270      | 62833     |
| Vaulx              | 83               | 62390      | 62838     |
| Villers-l'Hôpital  | 266              | 62390      | 62859     |
| Beauvoir-Wavans    | 397              | 62390      | 62881     |
| Willencourt        | 136              | 62390      | 62891     |